# هانا چاپلین
هانا هریت پدلینگهام هیل (۶ اوت ۱۸۶۵ – ۲۸ اوت ۱۹۲۸) یا هانا چاپلین رقصنده، خواننده و بازیگر تئاتر و مادر چارلی چاپلین است.
او در سال ۱۸۶۵ از زنی که مادرش کولی بود زاده شد. وی مشوق اصلی چارلی در سینما بود.
در سال ۱۸۹۴ بدلیل ایجاد مشکل در صدایش در حالیکه از سربازان مست در سالن سینما مسخره میشد طرد گردید،پسرش چارلی چاپلین در پنج سالگی برای اولین بار به صحنه آمد.

## سخن چارلی درباره او
اگر مادرم نبود شک داشتم که می‌توانستم در پانتومیم موفقیتی کسب کنم. او یکی از بزرگترین هنرمندان پانتومیمی است که تاکنون دیده‌ام.